# Kisjakabfalva
Kisjakabfalva (niem. Jackfall) – wieś i gmina w południowej części Węgier, w pobliżu miasta Siklós, niedaleko granicy chorwackiej. Administracyjnie Kisjakabfalva należy do powiatu Siklós, wchodzącego w skład komitatu Baranya i jest jedną z 53 gmin tego powiatu.

## Historia
Po raz pierwszy w źródłach pisanych miejscowość była wymieniona w 1400 w formie Jacabfalua, zaś w 1465 pisemne źródła podają nazwę Jakabfalwa.

## Zabytki
- Kościół Piotra i Pawła z 1835.